# Linolaimus quadricoma
Linolaimus quadricoma är en rundmaskart som beskrevs av Nathan Augustus Cobb 1933. Linolaimus quadricoma ingår i släktet Linolaimus och familjen Axonolaimidae. Inga underarter finns listade i Catalogue of Life.